# Tân Hòa, Đồng Tháp
Tân Hòa là một xã thuộc tỉnh Đồng Tháp, Việt Nam.

## Địa lý
Xã Tân Hòa có vị trí địa lý:
- Phía đông giáp xã Gò Công Đông.
- Phía tây giáp xã Long Bình.
- Phía nam giáp xã Tân Phú Đông.
- Phía bắc giáp xã các phường Gò Công, Long Thuận và xã Tân Điền.

Xã Tân Hòa có diện tích 37,96 km², dân số năm 2025 là 34.149 người, mật độ dân số đạt 899 người/km².

## Hành chính
Thị trấn Tân Hòa được chia thành 6 khu phố: Dương Phú, Hòa Thơm 1, Hòa Thơm 2, Hòa Thơm 3, Xóm Gò 1, Xóm Gò 2 và 2 ấp: Lò Gạch 1, Lò Gạch 2.

## Lịch sử
Thị trấn Tân Hòa được thành lập vào ngày 13 tháng 2 năm 1987 trên cơ sở toàn bộ diện tích và dân số của xã Tăng Hòa.
Ngày 14 tháng 1 năm 2002, Chính phủ ban hành Nghị định số 07/2002/NĐ-CP. Theo đó, tái lập xã Tăng Hòa trên cơ sở 1.745,67 ha diện tích tự nhiên và 9.568 người của thị trấn Tân Hòa.
Sau khi điều chỉnh địa giới hành chính, thị trấn Tân Hòa còn lại 322,74 ha diện tích tự nhiên và 5.298 người.
Ngày 10 tháng 7 năm 2020, HĐND tỉnh Tiền Giang ban hành Nghị quyết số 11/NQ-HĐND về việc:
- Sáp nhập khu phố Hòa Thơm 3 vào khu phố Hòa Thơm 2.
- Thành lập khu phố Xóm Gò trên cơ sở khu phố Xóm Gò 1 và khu phố Xóm Gò 2.
- Thành lập ấp Lò Gạch trên cơ sở ấp Lò Gạch 1 và ấp Lò Gạch 2.

Trước ngày 16 tháng 6 năm 2025, Tân Hòa là thị trấn huyện lỵ của huyện Gò Công Đông, Tiền Giang.
Ngày 16 tháng 6 năm 2025, Ủy ban Thường vụ Quốc hội ban hành Nghị quyết số 1663/NQ-UBTVQH15 về việc sắp xếp các đơn vị hành chính cấp xã của tỉnh Đồng Tháp năm 2025. Theo đó, sắp xếp toàn bộ diện tích tự nhiên, quy mô dân số của thị trấn Tân Hòa và các xã Phước Trung, Bình Nghị thành xã mới có tên gọi là xã Tân Hòa.
Sau khi sáp nhập, xã Tân Hòa có 37,96 km² diện tích tự nhiên và dân số 34.149 người.

## Hình ảnh

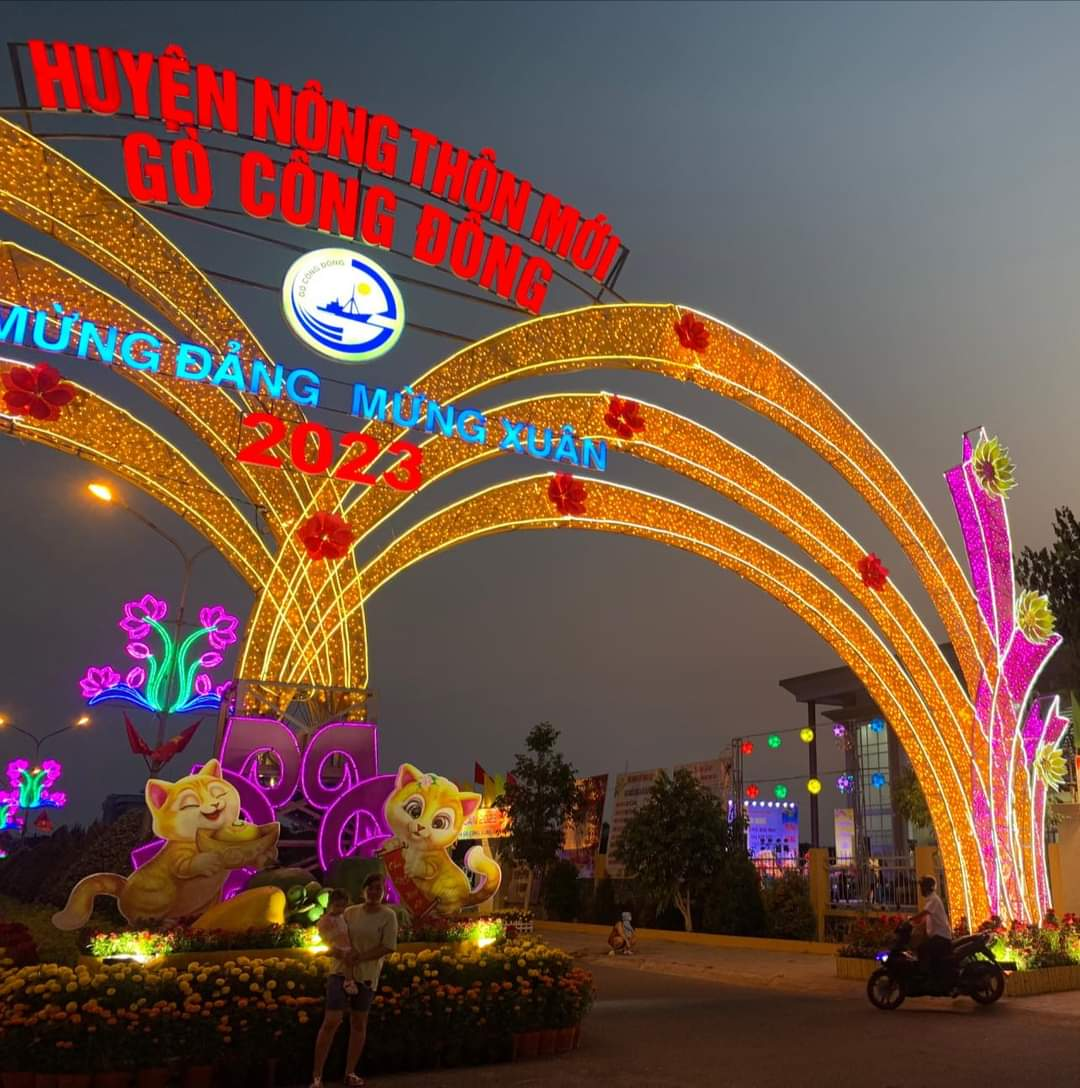
Hội xuân - thị trấn Tân Hòa
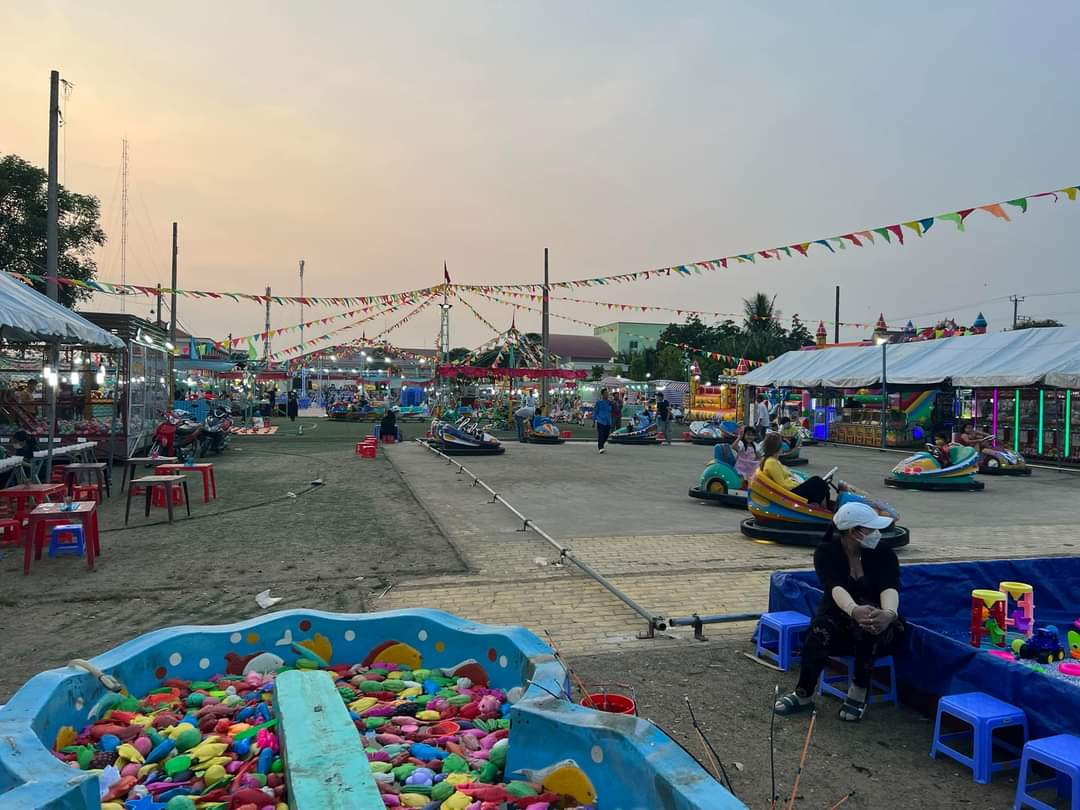
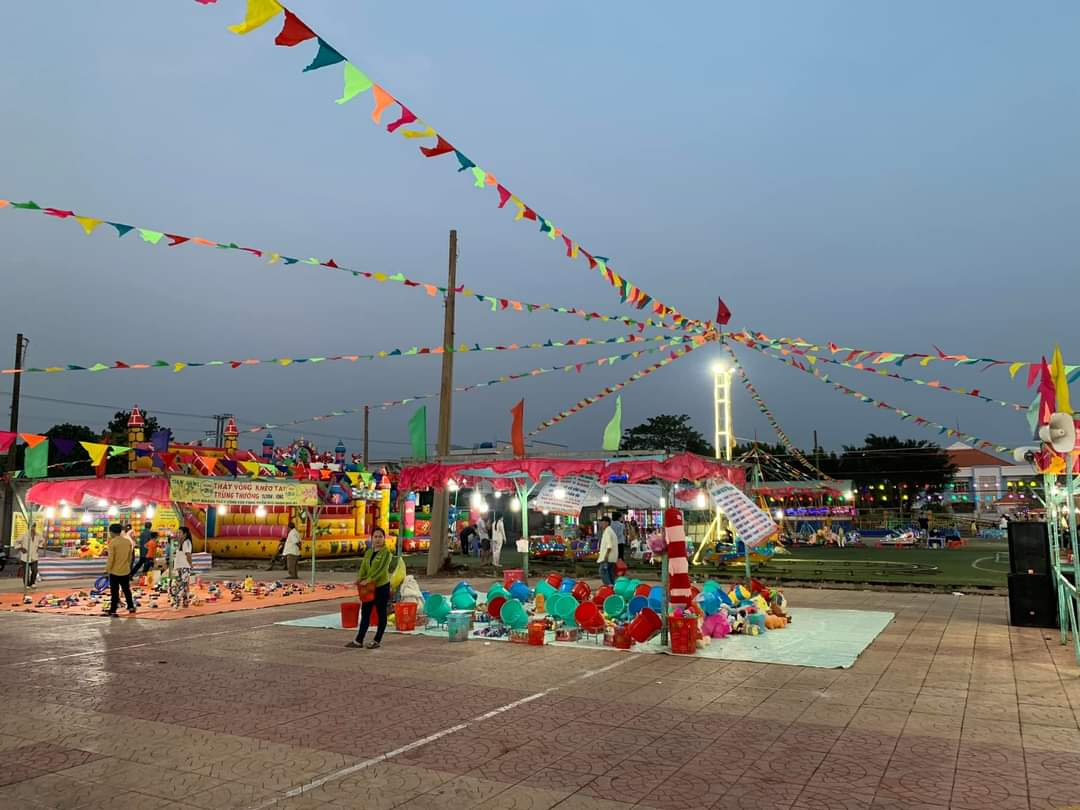
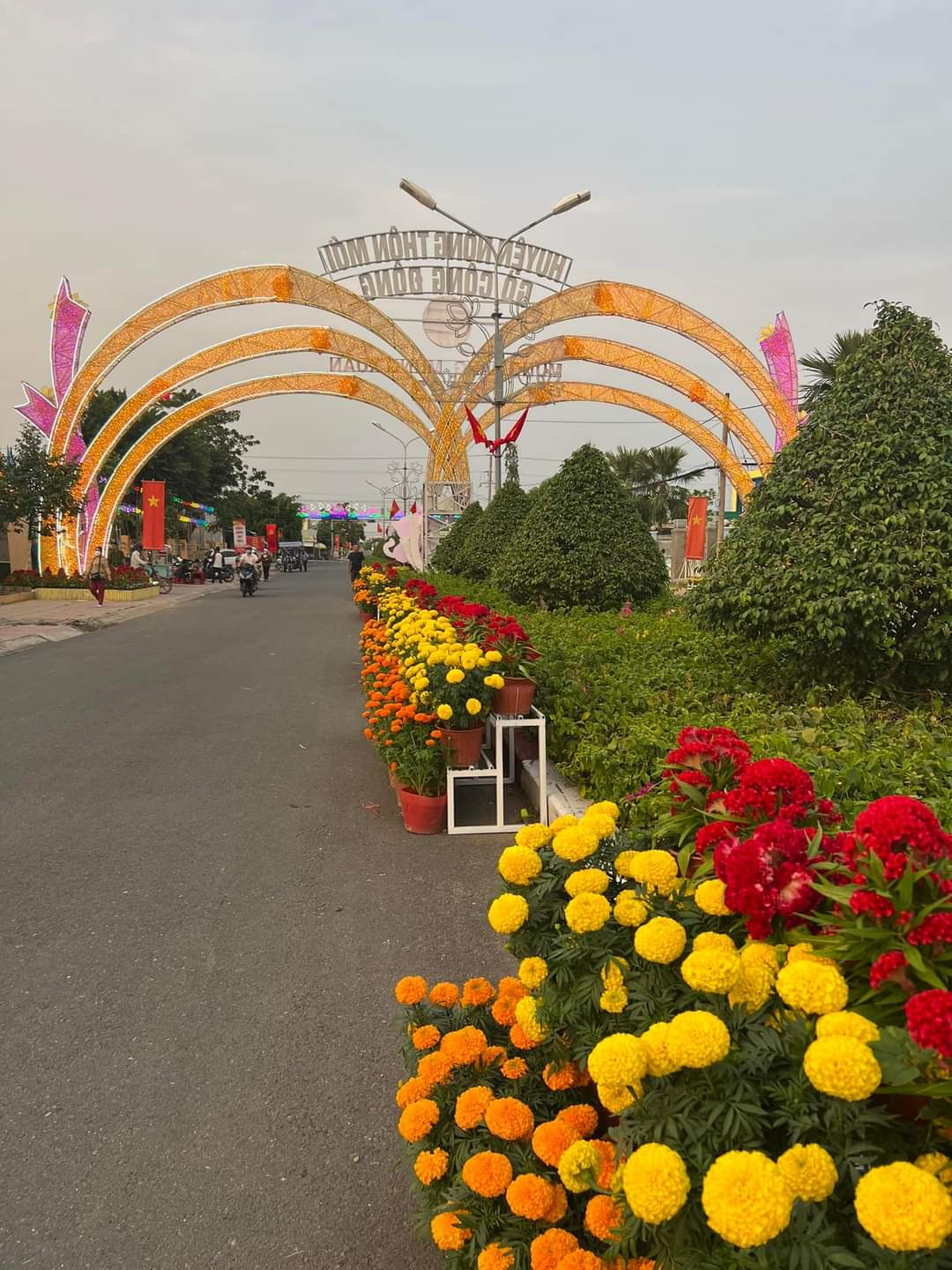
Đường hoa Hội xuân - thị trấn Tân Hòa
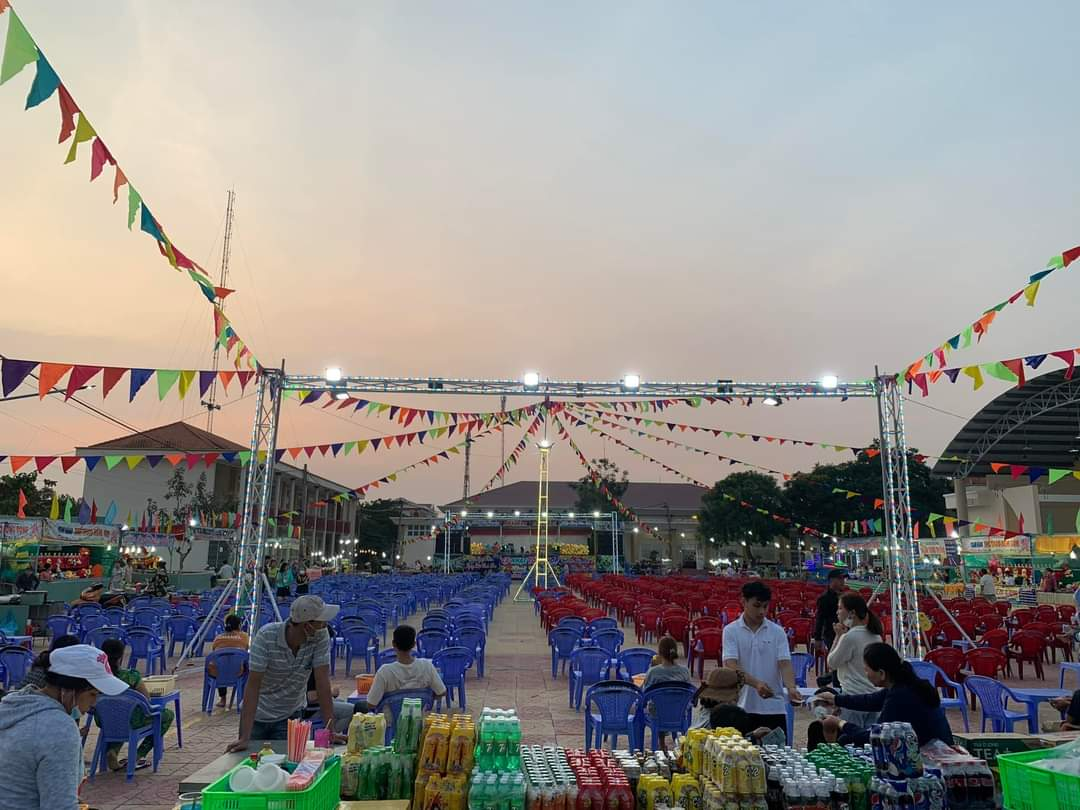
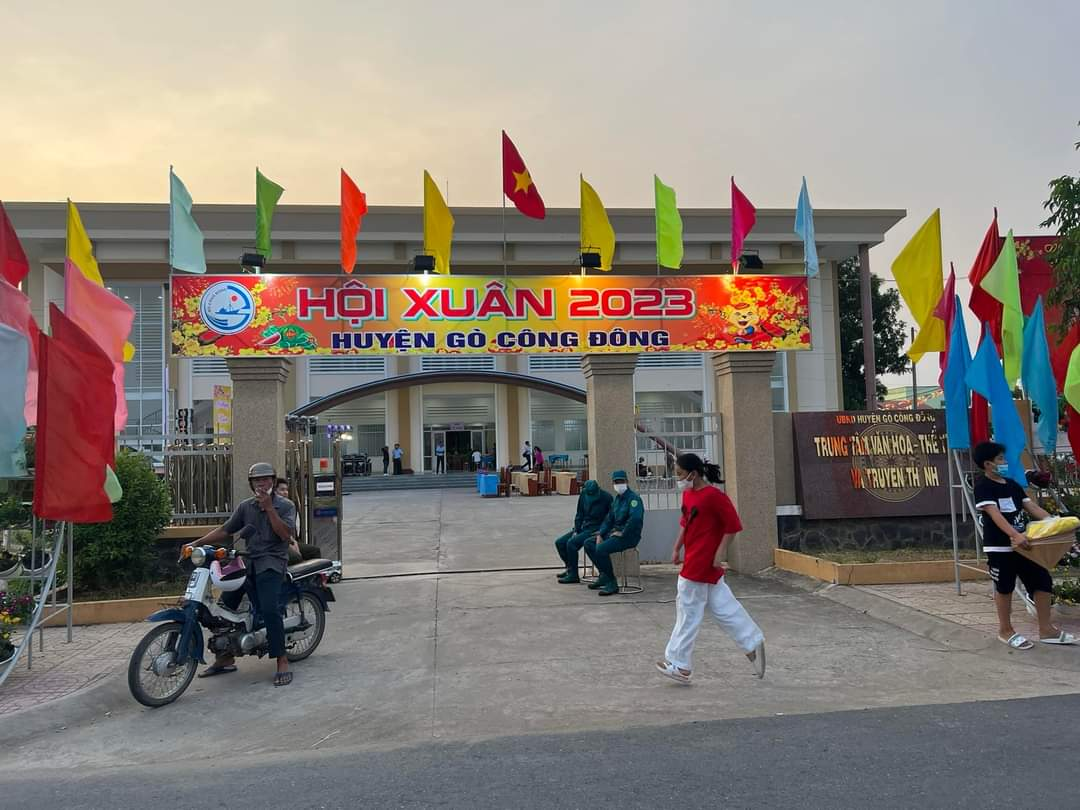
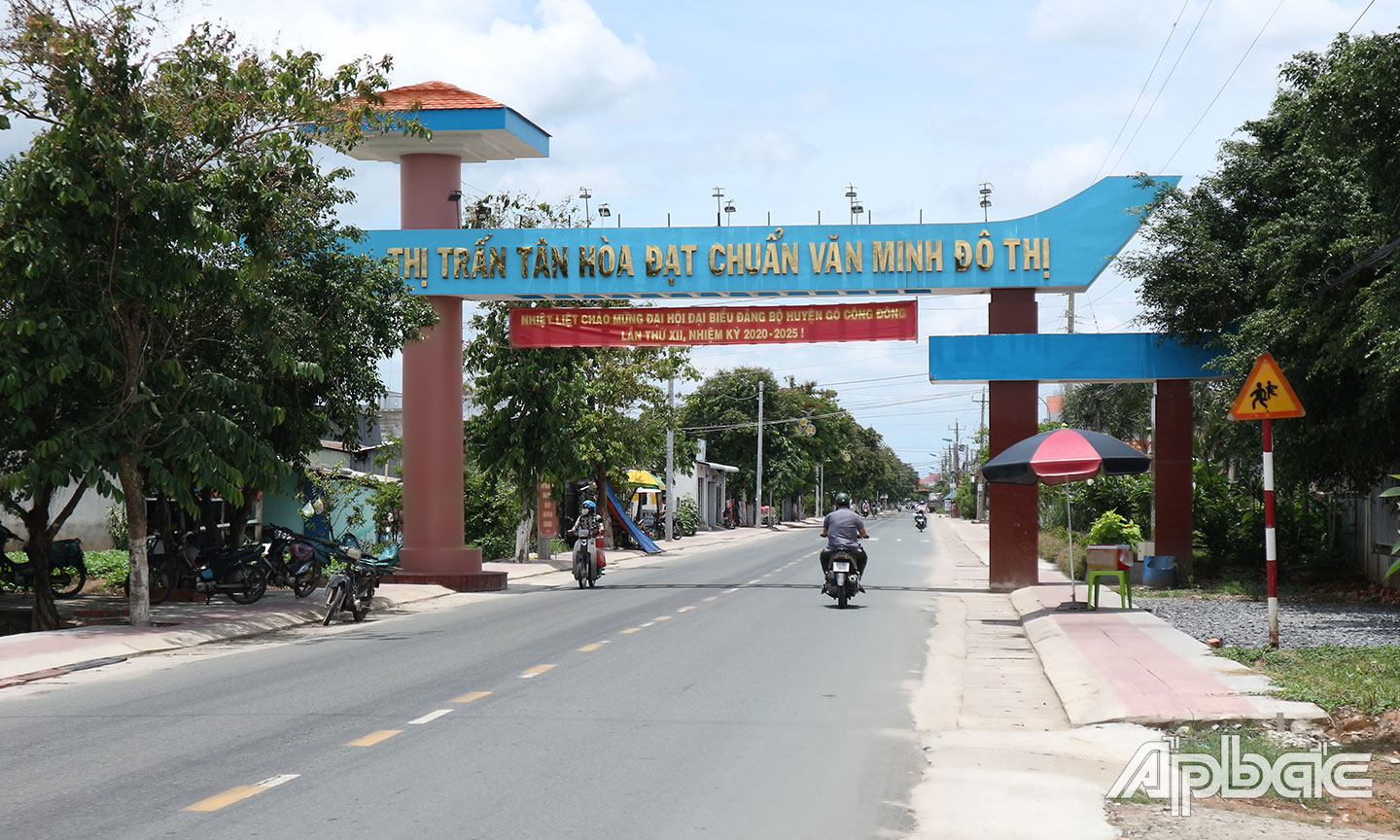